# Alex Baumann
Alex Baumann (Praga, 21 de abril de 1964) é um nadador canadense, ganhador de duas medalhas de ouro em Jogos Olímpicos.

## Vida
Nascido em Praga, Baumann mudou-se para o Canadá com sua família em 1969. Instalaram-se em Sudbury, Ontário, onde, na idade de nove anos, Baumann se envolveu na natação competitiva treinando na Laurentian University.
Aos 17 anos, Baumann já havia batido 38 recordes canadenses e o recorde mundial dos 200 metros medley. Ele aceitou uma bolsa natação e entrou na Universidade de Indiana para treinar sob o lendário treinador James "Doc" Counsilman, porém com dor crônica em seu ombro, ele tomou a decisão de regressar à Sudbury e continuar a terapia física e treinamento sob a direção de seu antigo treinador, Dr. Jeno Tihanyi. Forçado a sair do Campeonato Mundial de 1982 no Equador devido à sua lesão, Baumann evoluiu o suficiente para ganhar a medalha de ouro em ambos os 200m e 400m medley nos Jogos da Commonwealth de 1982 em Brisbane, na Austrália, reduzindo o seu recorde mundial dos 200m para 2m02s25. Foi aqui que ele conheceu sua futura esposa, a também nadadora australiana Tracey Taggart.
Antes das Olimpíadas de Los Angeles em 1984, o pai de Baumann morreu de complicações de diabetes e seu irmão, Roman, morreu por suicídio. Baumann perseverou através destas tragédias, assim como a sua persistente tendinite e lesões no ombro, para entrar nos Jogos Olímpicos. Lá, foi selecionado como porta-bandeiras do Canadá na cerimônia de abertura. Ele ganhou duas medalhas de ouro: nos 400 metros medley, com recorde mundial de 4m17s41, e nos 200 metros medley, recorde mundial de 2m01s42. Foi o primeiro ouro da natação canadense desde 1912.
Foi eleito atleta masculino do Canadá em 1984 e foi feito um oficial da Ordem do Canadá. Em 1988, foi premiado com o Despacho de Ontário.
Conquistou três ouros no Jogos da Commonwealth de 1986, em Edimburgo, e encerrou a carreira após o Campeonato Pan-Pacífico de 1987 na Austrália.
Foi recordista mundial dos 200m medley entre 1980 e 1987, e dos 400m medley entre 1984 e 1987.
Foi eleito "Nadador do Ano" pela revista Swimming World Magazine nos anos de 1981 e 1984.